# Ierse parlementsverkiezingen 1965
De Ierse parlementsverkiezingen  1965 vonden plaats op 7 april. De Dáil Éireann, het Ierse parlement, was eerder ontbonden op 17 maart.

## Achtergrond
Deze verkiezingen waren nodig omdat Fianna Fáil bij tussentijdse verkiezingen een zetel had verloren. Daardoor kon de regering niet meer rekenen op de steun van een meerderheid in het parlement. Fianna Fáil ging de verkiezingen in met premier Seán Lemass aan het hoofd. De partij benadrukte in de campagne vooral de successen uit de voorliggende regeerperiode, zoals de snelle groei van de economie.
Fianna Fáil won twee zetels ten opzichte van verkiezingen van 1961. Daardoor was zij weer in staat een nieuwe regering te vormen met Lemass aan het hoofd. Fine Gael bleef gelijk, waardoor haar partijleider James Dillion na de verkiezingen terug trad. De Labour-partij met lijsttrekker Brendan Corish won zes zetels.

## Uitslag
| Partij               | Stemmen   | %    | ±%    | zetels | verschil |
| -------------------- | --------- | ---- | ----- | ------ | -------- |
| Fianna Fáil          | 597.414   | 47,7 | ▲ 3,9 | 72     | ▲ 2      |
| Fine Gael            | 427.081   | 34,1 | ▲ 2,1 | 47     | 0        |
| Irish Labour Party   | 192.740   | 15,3 | ▲ 3,8 | 22     | ▲ 6      |
| Clann na Poblachta   | 9.427     | 0,7  | ▼ 0,3 | 1      | 0        |
| Irish Workers' Party | 183       | 0,0  | 0     | 0      | 0        |
| Onafhankelijken      | 26.277    | 2,1  | ▼ 3,5 | 2      | ▼ 4      |
| Totaal               | 1.264.666 | 100% |       | 144    |          |